# Godofredo de Vendôme
Godofredo de Vendôme (em latim: Goffridus Vindocinensis; em francês:  Geoffroi de Vendôme; c. 1065/70 – 26 de março de 1132) foi um monge beneditino, escritor e cardeal francês do final do século XI e início do século XII.

## Vida
Godofredo nasceu em uma família nobre. Seus pais morreram quando ele era muito jovem. O arquidiácono Guarinero de Anjou cuidou de sua educação, confiando-o a Guglielmo, homem conhecido por seu conhecimento em letras sagradas e cânones. Entrou cedo para a comunidade beneditina da Abadia da Santíssima Trindade em Vendôme, na Diocese de Chartres, e, em 21 de agosto de 1093, ainda muito jovem e ainda um diácono, foi escolhido como quinto abade da comunidade.
Ordenado em agosto de 1093, em Roma, pelo Papa Urbano II. Recebeu a bênção abacial do bispo Yves de Chartres em 24 de agosto de 1093. Durante toda sua vida, Godofredo demonstrou uma forte ligação com a Santa Sé e, em 1094, doou uma soma considerável de dinheiro ao papa Urbano II, proveniente da venda de seus cavalos e mulas; com o dinheiro, o papa conseguiu tomar posse do Palácio de Latrão, que ainda estava nas mãos da facção do antipapa Clemente III, além da Torre Crescenzia. O abade Godofredo foi o primeiro a beijar os pés do papa em público no palácio de Latrão.
Como recompensa, foi criado cardeal-presbítero por Urbano II em consistório celebrado em 1094, com a igreja titular de Santa Prisca, no Aventino. Pouco depois ele voltou para a França. Godofredo viajou não menos que doze vezes para a Itália a pedido da Igreja romana durante os pontificados de Urbano II, Pascoal II e Calisto II e, por três vezes, foi preso.
Em 1096 e 1107, refugiou os papas Urbano e Pascoal em seu mosteiro. Participou ainda dos concílios realizados em Clermont em 1095 por Urbano, em Saintes, em 1096 pelo legado apostólico Amado de Bordeaux; e em Reims, em 1131, por Inocêncio II (r. 1130 – 43).
Godofredo defendeu fervorosamente os princípios eclesiásticos durante a Controvérsia das investiduras, que ele qualificou, em diversos curtos tratados, como heresia e simonia. No mesmo espirito, escreveu para Pascoal II quando ele fez concessões (1111) ao imperador Henrique IV (r. 1106–1125). Finalmente, Godofredo também sempre defendeu as prerrogativas, direitos e as propriedades de sua abadia em Vendôme contra os avanços de bispos e de príncipes seculares.
Godofredo foi um dos mais importantes homens de sua época e se correspondia com várias personalidades importantes do período. Suas obras são formadas por diversas cartas, uma série de tratados sobre as investiduras para leigos: sobre os sacramentos da Eucaristia, Batismo, Crisma e Extrema Unção; sobre temas pastorais e ascéticos; hinos à Virgem Maria e Santa Maria Madalena; sermões sobre as festas do Nosso Senhor, da Virgem Maria, Maria Madalena e São Bento.

## Atribuição
- "Geoffrey of Vendôme" na edição de 1913 da Enciclopédia Católica (em inglês).  Em domínio público.

## Ligações exteriores
- CNRS page (French language)

1. 1 2 3 4  «The Cardinals of the Holy Roman Church - Biographical Dictionary - Consistory celebrated in 1094». cardinals.fiu.edu. Consultado em 14 de dezembro de 2024